# Lindsaea doryphora
Lindsaea doryphora är en ormbunkeart som beskrevs av Kramer. Lindsaea doryphora ingår i släktet Lindsaea och familjen Lindsaeaceae. Inga underarter finns listade.